# Hans Rüther
Hans Rüther (* 23. November 1909 in Hamm; † nach 1972) war ein deutscher Agrarwissenschaftler, Hochschullehrer und Parteifunktionär (CDU) in der DDR.

## Leben
Der 1909 in Hamm geborene und zum Diplomlandwirt ausgebildete Hans Rüther wurde 1937 mit der Dissertationsschrift Vergleichende Untersuchungen über die Wirkung der im Ackerboden und in Braunkohlen enthaltenen Humusstoffe auf Pflanzen und Bakterien an der landwirtschaftlichen Fakultät der Universität Bonn promoviert. Im selben Jahr trat er eine Stelle am Institut für Saatgut und Ackerbau Halle-Lauchstädt an und avancierte zu deren Direktor.
Nach dem Zweiten Weltkrieg gab es zunächst nur begrenzte Arbeitsmöglichkeiten. Die Versuchsanstalt in Bad Lauchstädt, ebenso wie die Kontrollstation Halle (Saale), waren verhältnismäßig schadensfrei durch den Krieg gekommen, sodass dort die Forschung bald wieder aufgenommen werden und Rüther in seinem Amt bestätigt werden konnte.
Im Januar 1951 wurden die Einrichtungen in die neugegründete Deutsche Akademie der Landwirtschaftswissenschaften zu Berlin (DAL) eingegliedert. In der ersten Jahreshälfte 1953 wurden die Sektionen „Saat- und Pflanzgutuntersuchungen“, „Landwirtschaftliches Versuchswesen“ und „Landwirtschaftlich-chemisches Untersuchungswesen“ unter der Dach-Bezeichnung „Institut für landwirtschaftliches Versuchs- und Untersuchungswesen Halle-Lauchstädt“ (LVU) gebildet. Rüther stand dem Institut vor und übte zugleich die Leitungsfunktion der Sektion „Landwirtschaftliches Versuchswesen“ aus.
Seine Habilitation erfolgte an der landwirtschaftlichen Fakultät der Universität Halle 1952 mit dem Thema Ertragssteigerungen beim Leguminosen-Anbau auf unseren leichten Böden. Im selben Jahr veröffentlichte er das Lehrbuch Die Feldversuchstechnik, das sich mit der Vorbereitung, Durchführung und Auswertung von Feldversuchen bezüglich Düngung, Anbautechnik, Bodenbearbeitung, Fruchtfolge, Schädlings-/Unkrautbekämpfung und Sortenzüchtung beschäftigt. Das Buch, das mehrere Nachauflagen erfuhr, richtete sich sowohl an Forschungsinstitute als auch an die Landwirtschaftlichen Produktionsgenossenschaften (LPG).
Im Oktober 1960 wurde er zum Vizepräsidenten der sich konstituierenden Deutschen Agrarwissenschaftlichen Gesellschaft (DAG) gewählt.
Eine Zeitlang war er Vorsitzender des Redaktionskollegiums der Zeitschrift Wissenschaftlich-technischer Fortschritt für die Landwirtschaft – WTF.
Von 1958 bis 1963 war Rüther Abgeordneter des Bezirkstages Halle (Saale) und stellvertretender Vorsitzender der Arbeitsgemeinschaft Land- und Forstwirtschaft beim Hauptvorstand der Ost-CDU.
Ab dem 1. September 1961 unterrichtete er das Fach „Feldversuchswesen“ an der Hochschule für Landwirtschaft in Bernburg (Saale). Diese Tätigkeit setzte er auch noch fort, als er 1969 aus gesundheitlichen Gründen den Direktionsposten aufgab.

## Schriften
- Wege zur Schließung der Fett-Eiweiß-Lücke (= Arbeiten der Deutschen Landwirtschafts-Gesellschaft; Neue Folge Band 8). Deutscher Bauernverlag, Berlin 1950.
- Pflege der Sommersaaten (= Der Mitschurin-Zirkel; Schulungsbeilage 1952,7). Deutscher Bauernverlag, Berlin 1952.
- Die Feldversuchstechnik. Eine Zusammenfassung von praktischen Erfahrungen. Deutscher Bauernverlag, Berlin 1952.
- Die Bedeutung von Saatzeit und Sorte beim Weizenbau unter Berücksichtigung des Wechsel-Saatverfahrens (= Schriftenreihe für die landwirtschaftliche Produktionsgenossenschaft; Heft 4). Deutscher Bauernverlag, Berlin 1953.
- Pflanzenbauliche Möglichkeiten zur Steigerung der Fett- und Eiweisserträge. Zeichnungen und Photos vom Verfasser. Deutscher Bauernverlag, Berlin 1954.
- Neuzeitliche Anbautechnik der Körnerleguminosen (= Schriftenreihe für die landwirtschaftliche Produktionsgenossenschaften; Heft 53). Deutscher Bauernverlag, Berlin 1954.
- (mit Gerhard Specht:) Feldversuche in der landwirtschaftlichen Praxis. Akademie-Verlag, Berlin 1956.
- Pflanzenbau. Teil 5: Ölfruchtbau. Deutscher Verlag der Wissenschaften, Berlin 1960.
- Ergebnisse von Untersuchungen zu Fragen des Anbaues von Winterzwischenfrüchten im mitteldeutschen Raum (= Sitzungsberichte; Band 9, Heft 3). Deutsche Akademie der Landwirtschaftswissenschaften, Berlin 1960.
- Die Ölfrüchte. Deutscher Landwirtschaftsverlag, Berlin 1960.
- (mit Artur Jacob:) Der Vegetationsversuch. Teil 3: Der Feldversuch und seine Technik (= Handbuch der landwirtschaftlichen Versuchs- und Untersuchungsmethodik; Band 10). Mit einem Beitrag über mathematische Auswertungsverfahren von Walter-Ulrich Behrens. Neumann Verlag, Radebeul / Berlin 1961.

## Auszeichnungen
- 1960: Banner der Arbeit